# Oecetis kulasekhara
Oecetis kulasekhara är en nattsländeart som beskrevs av Schmid 1995. Oecetis kulasekhara ingår i släktet Oecetis och familjen långhornssländor. Inga underarter finns listade i Catalogue of Life.